# Acuticosta ovata
Acuticosta ovata е вид мида от семейство Unionidae. Видът е незастрашен от изчезване.

## Разпространение
Разпространен е в Китай.